# 24124 Дозьє
24124 Дозьє (24124 Dozier) — астероїд головного поясу, відкритий 3 листопада 1999 року.
Тіссеранів параметр щодо Юпітера — 3,215.